# Sarah Voss
Sarah Voss (* 21. Oktober 1999 in Frankfurt am Main) ist eine ehemalige deutsche Kunstturnerin. Bei den Turn-Europameisterschaften 2022 gewann sie mit dem deutschen Team die Bronzemedaille.

## Werdegang

### Leben
Sarah Voss begann mit dem Kinderturnen in der Sport-Union Nieder-Florstadt. Später trainierte sie in Köln bei Shanna Poljakowa. Heute trainiert sie am Turnzentrum der Deutschen Sporthochschule Köln und ist Mitglied im deutschen Nationalteam. Sarah Voss wohnt in Dormagen. Sie besuchte das Norbert-Gymnasium Knechtsteden, das sie 2019 mit dem Abitur abschloss, und studiert seitdem Betriebswirtschaftslehre im Fernstudium.
Sarah Voss ist Botschafterin der Mitmach-Initiative „Kinder stark machen“ der Bundeszentrale für gesundheitliche Aufklärung (BZgA), die sich für frühe Suchtvorbeugung bei Kindern starkmacht. Die Mitmach-Initiative und die BZgA haben zusammen mit der Turnerin ein „Bewegungs-ABC“ umgesetzt – eine fünfteilige Videoreihe mit dem Ziel, Kinder in Bewegung zu bringen.
Mediale Aufmerksamkeit erregte ihre Entscheidung, bei den Turn-Europameisterschaften 2021 in Basel in der Qualifikation statt eines kurzen beinfreien Anzuges einen Ganzkörperanzug zu tragen. Auch Pauline Schäfer, Elisabeth Seitz und Kim Bui trugen Ganzkörperanzüge im Mehrkampffinale der Europameisterschaft. Voss selbst erklärte das Ziel dieser Aktion damit, anderen und vor allem jüngeren Sportlerinnen zu zeigen, dass auch das Tragen von Ganzkörperanzügen im Turnsport möglich sei. Es gehe darum, dass das eigene Wohlbefinden beim Turnen nicht geopfert werden müsse. Für dieses starke „Zeichen gegen die Sexualisierung im Sport“ erhielt sie 2021 den Fair Play Preis des Deutschen Sports in der Kategorie „Sonderpreis“.
Im Training arbeitete sie viel mit Mentaltraining. Ihr Lieblingsgerät war der Schwebebalken.

### Kunstturnkarriere
Sarah Voss turnte ab 2015 bei den Seniorinnen und gab ihr internationales Debüt bei der „Toyota International Gymnastics Competition“ in Toyota, Japan, in demselben Jahr.
Voss gewann bei den Deutschen Meisterschaften 2018 in Leipzig, 2019 in Berlin und 2021 in Dortmund Gold jeweils am Sprung und am Schwebebalken. 2022 wurde sie deutsche Meisterin im Mehrkampf und Sprung sowie Vizemeisterin am Boden und Balken.
Bei den Turn-Weltmeisterschaften 2018 in Doha erreichte sie den 8. Platz mit der Mannschaft. Bei den Turn-Weltmeisterschaften 2019 in Stuttgart erreichte sie den 7. Platz am Schwebebalken sowie den 10. Platz im Mehrkampf.
Bei den Europameisterschaften 2018 in Glasgow belegte sie Platz vier am Sprung, auch nahm sie an den Turn-Europameisterschaften 2021 in Basel teil.
Im August 2022 nahm Voss an den Europameisterschaften in München teil, wo sie dazu beitrug, dass sich Deutschland auf Platz vier für das Mannschaftsfinale qualifizierte. Im Finale gewann das deutsche Team mit Voss, Pauline Schäfer, Kim Bui, Emma Malewski und Elisabeth Seitz die Bronzemedaille hinter Italien und Großbritannien – die erste deutsche Teammedaille in der Geschichte der Europameisterschaft. Im Einzelmehrkampffinale wurde Voss 16.
Voss erreichte bei den Europameisterschaften 2023 Platz 20 im Mehrkampffinale, das deutsche Team erreichte bei diesen Europameisterschaften Platz neun. Bei den Weltmeisterschaften 2023 in Antwerpen erreichte Voss bei der Bodenübung die höchste Punktzahl einer Athletin aus einer Nation ohne Qualifikation für den Teammehrkampf bei den Olympischen Spielen 2024, wodurch sie sich für einen individuellen Platz für Paris 2024 qualifizierte. Im Einzel-Mehrkampffinale erreichte sie bei diesen Weltmeisterschaften Platz 22.
Bei den Olympischen Spielen 2024 belegte Voss im Mehrkampffinale den vierundzwanzigsten Platz.
Ende Juli gab sie bekannt, dass sie ihre Karriere im Leistungssport beendet.

## Erfolge
- 2015: 6. Platz bei den Deutschen Meisterschaften in Gießen im Mehrkampf, 5. Platz am Stufenbarren, 6. Platz am Boden
- 2015: 5. Platz beim International Competition Toyota am Barren
- 2016: Silber beim EnBW DTB-Pokal Stuttgart mit der Mannschaft
- 2016: 7. Platz beim Weltcup Doha am Boden
- 2016: 7. Platz bei den Deutschen Meisterschaften in Hamburg im Mehrkampf
- 2016: 7. Platz bei den Europameisterschaften in Bern mit der Mannschaft
- 2017: 7. Platz beim Challenge Cup Paris am Balken, 5. Platz am Sprung
- 2017: Bronze beim International Competition Toyota am Boden, Silber am Sprung
- 2018: 5. Platz beim EnBW DTB-Pokal Stuttgart im Mehrkampf in Stuttgart
- 2018: Gold bei den Deutschen Meisterschaften in Leipzig am Sprung und am Schwebebalken
- 2018: 8. Platz bei der Weltmeisterschaft in Doha mit der Mannschaft
- 2018: 4. Platz bei den Europameisterschaften in Glasgow am Sprung
- 2019: Gold bei den Deutschen Meisterschaften in Berlin im Mehrkampf, Sprung und Schwebebalken
- 2019: 10. Platz bei der Weltmeisterschaft in Stuttgart im Mehrkampf, 7. Platz am Schwebebalken
- 2021: Teilnahme an den Europameisterschaften in Basel
- 2021: Gold bei den Deutschen Meisterschaften in Dortmund im Sprung und Schwebebalken, Silber am Boden, Bronze im Mehrkampf[11]
- 2021: Teilnahme an den Olympischen Spielen in Tokio
- 2022: Gold bei den Deutschen Meisterschaften in Berlin im Mehrkampf und Sprung, Silber am Boden und Schwebebalken